# Грінвуд (Південна Кароліна)
Грінвуд (англ. Greenwood) — місто (англ. city) в США, в окрузі Грінвуд штату Південна Кароліна. Населення — 22 545 осіб (2020).

## Географія
Грінвуд розташований за координатами 34°11′38″ пн. ш. 82°9′14″ зх. д. / 34.19389° пн. ш. 82.15389° зх. д. (34.193762, -82.153969).  За даними Бюро перепису населення США в 2010 році місто мало площу 42,35 км², з яких 42,04 км² — суходіл та 0,31 км² — водойми.

## Демографія
Згідно з переписом 2010 року, у місті мешкали 23 222 особи в 8966 домогосподарствах у складі 5269 родин. Густота населення становила 548 осіб/км².  Було 10230 помешкань (242/км²).
Расовий склад населення:
| - 44,7 % — чорних або афроамериканців - 44,6 % — білих - 1,0 % — азіатів - 0,4 % — корінних американців - 0,1 % — вихідців з тихоокеанських островів - 7,8 % — осіб інших рас |

До двох чи більше рас належало 1,4 %. Частка іспаномовних становила 11,0 % від усіх жителів.
За віковим діапазоном населення розподілялося таким чином: 24,2 % — особи молодші 18 років, 61,3 % — особи у віці 18—64 років, 14,5 % — особи у віці 65 років та старші. Медіана віку мешканця становила 31,6 року. На 100 осіб жіночої статі у місті припадало 84,2 чоловіків;  на 100 жінок у віці від 18 років та старших — 80,2 чоловіків також старших 18 років.
Середній дохід на одне домашнє господарство  становив 39 144 долари США (медіана — 24 593), а середній дохід на одну сім'ю — 47 205 доларів (медіана — 30 331). Медіана доходів становила 31 169 доларів для чоловіків та 26 946 доларів для жінок. За межею бідності перебувало 34,9 % осіб, у тому числі 47,6 % дітей у віці до 18 років та 17,5 % осіб у віці 65 років та старших.
Цивільне працевлаштоване населення становило 8844 особи. Основні галузі зайнятості: виробництво — 22,4 %, освіта, охорона здоров'я та соціальна допомога — 20,3 %, роздрібна торгівля — 13,1 %, мистецтво, розваги та відпочинок — 11,1 %.